# Въведение Богородично (Черешово)
Вижте пояснителната страница за други значения на Въведение Богородично.
„Въведение Богородично“ (на гръцки: Εισόδια της Θεοτόκου Παγονερίου) е българска възрожденска църква в зърневското село Черешово (Пагонери), Гърция, част от Зъхненската и Неврокопска епархия.
Църквата е построена в 1835 година според по-късен надпис, поставен на мястото на стария над южния вход. В архитектурно отношение е типичната за епохата трикорабна базилика с дървен покрив и женска църква. Има впечатляваща камбанария, изработена от дялан гранит от местни майстори в 1881 година, според надписа на третия етаж. Камбаните са от 1832 година и според местна легенда жените на Черешово събират всички бижута и изкупуват тези от околните села, за да ги излеят.
В интериора някои уникални като стил икони. На тавана над централния кораб е изобразен Христос Вседържител. Забележителни са и владишкият трон и амвонът. Иконата на владишкия трон е дело на Кирязис Еноски и е от 1812 година. Според Георги Стрезов в 1891 година в църквата се чете смесено - на български и на гръцки.
На много от преносимите икони има следи от стари кирилски надписи.